# رافاييل جيل
رافاييل جيل (بالإسبانية: Rafael Gil) (و. 1913 – 1986 م) هو مخرج أفلام، وكاتب سيناريو، وصحفي إسباني، ولد في مدريد، توفي في مدريد، عن عمر يناهز 73 عاماً.

## وصلات خارجية
- رافاييل جيل على موقع IMDb (الإنجليزية)
- رافاييل جيل على موقع ألو سيني (الفرنسية)
- رافاييل جيل على موقع أول موفي (الإنجليزية)
- رافاييل جيل على موقع قاعدة بيانات الأفلام السويدية (السويدية)
- رافاييل جيل على موقع قاعدة بيانات الفيلم (الإنجليزية)
- رافاييل جيل على موقع كينوبويسك (الروسية)